# ایلیکوو
ایلیکوو (انگلیسی: Ilikovo) یک شهرک در شهرستان کوشنارنکوفسکی جمهوری باشقیرستان در کشور روسیه است.